# Стаття 9 Конституції Японії
Стаття 9 Конституції Японії — це пункт чинної Конституції Японії 1946 року, який забороняє військову діяльність, а також утримання збройних сил.

## Текст
Японською мовою:
第九条　日本国民は、正義と秩序を基調とする国際平和を誠実に希求し、国権の発動たる戦争と、武力による威嚇又は武力の行使は、国際紛争を解決する手段としては、永久にこれを放棄する。
二　前項の目的を達するため、陸海空軍その他の戦力は、これを保持しない。国の交戦権は、これを認めない。
Українською:
(i)Народ Японії щиро бажає міжнародного миру, заснованого на справедливості та порядку, і назавжди відмовляється від війни як здійснення національної влади, а також від погрози силою або її застосування як засобу вирішення міжнародних суперечок.
(ii) Для досягнення цілей попереднього пункту сухопутні, військово-морські, військово-повітряні та інші збройні сили не повинні утримуватися. (iii) Право держави на ведення війни не визнається.

## Дебати
Інтерпретація статті стосовно Сил самооборони Японії є суперечливою. З боку політичних правих лунали заклики до її скасування або зміни. На тлі військової потужності Китайської Народної Республіки, яка зростає, правоконсервативний уряд під керівництвом прем'єр-міністра Сіндзо Абе вирішив у липні 2014 року переосмислити конституцію і таким чином запровадити нову військову доктрину. Після успішного парламентського голосування у вересні 2015 року Японія відтепер має право використовувати право на «колективну самооборону» і воювати разом із союзниками в конфліктах, навіть якщо вона не зазнає прямого нападу.

### Історія
Під час окупації як пізніший хошу хонрю («консервативний мейнстрим») навколо прем'єр-міністра Йосіда Сіґеру, так і політичні ліві інтерпретували статтю як суворе обмеження військових можливостей і частково як заборону на будь-які збройні сили, тоді як пізніша хосю борю ("консервативний антимейнстрим) лібералів і консерваторів навколо Хатояма Ітіро, Асіда Хітосі й Сіґеміцу Мамору закликала до переозброєння і (часткової) емансипації від Сполучених Штатів. Водночас ще до укладення першого договору про безпеку 1952 року, США почали вимагати від Японії внеску у власну оборону.
Коли в 1954 році до політичного керівництва прийшли ревізіоністи з «бічної течії» Хатоями, тлумачення статті 9 змінилося і стало забороною на військовий потенціал, що перевищує мінімум, необхідний для захисту від прямого нападу. Це стосувалося і створення сил самооборони. Після заснування Ліберально-демократичної партії (ЛДП) у 1955 році обидві консервативні течії погодилися на цей базовий консенсус під тиском Соціалістичної партії Японії, яка дотримувалася суворо пацифістської інтерпретації статті 9, особливо у своєму лівому крилі. Однак прихильники Хатоями, які очолювали уряд до 1960 року, ще більше розширили потенційну сферу застосування цієї інтерпретації: Так, Кіші Нобусуке (фракція Кіші, hoshu bōryū) заявив у 1957 році, що для Японії не буде неконституційним озброєння ядерною зброєю, навіть якщо вона наразі не має наміру цього робити.
Під час подекуди насильницьких протестів лівих політичних сил проти Договору безпеки (і його перевидання 1960 року) у 1950-х і 1960-х роках, стаття 9 стала центральним аргументом у політичній суперечці з правими політичними силами щодо зовнішньої політики й політики безпеки. Уряд після Кісі, який до 1970-х років знову перебував під контролем «основних» прихильників Йошиди, зберіг свою позицію, але обмежив зростання військових витрат (1,78% ВВП у 1955 році, <1% у 1967 році). У 1976 році рішенням кабінету міністрів було закріплено обмеження оборонних витрат на рівні 1% ВВП.
Коли Коідзумі Дзюн'ічіро (фракція Морі, hoshu bōryū) розширив тлумачення статті 9, включивши до неї форму колективної оборони після 2001 року, коли Японія брала участь у місії в Іраку, дебати щодо статті 9 знову розгорілися. Ліві політичні сили вважали антитерористичний закон Коїдзумі й розгортання військ за кордоном неконституційними. Законодавче управління Кабінету Міністрів також вважало колективну оборону такою, що не підпадає під дію Конституції, але під тиском уряду, а саме секретаря Кабінету Міністрів Фукуди і його заступника Абе, переглянуло свою позицію: оскільки японські солдати в Іраку брали участь в основному в гуманітарній місії з відновлення, то це не був випадок колективної оборони.
У 2005 році опитування показали, що близько половини респондентів виступали за внесення змін до статті 9, як пропонували фракції ЛДП і Демократичної партії. В опитуванні, проведеному у 2020 році, 69 відсотків респондентів виступили проти цього.